# 金霸王 (漫威漫畫)
金霸王，原名威爾遜·菲斯克（英語：Wilson Fisk），是一名由漫威漫畫創作的一名虛構超級反派，主要在蜘蛛人和夜魔俠的故事裡登場。由作家史丹·李和老约翰·罗米塔所創作，第一次登場是在《神奇蜘蛛人》#50（1967年7月）。

## 簡介
金霸王是漫威宇宙中最有勢力的黑道老大，亦是夜魔俠的最大死敵，與制裁者和蜘蛛人等人有過多次交手，亦曾經與美國隊長和X戰警為敵。
金霸王看似是一個肥胖的高大男子，但實際上全身都是肌肉，力量驚人且身手矯健。雖然沒有超能力，但其戰鬥技巧非常強，即使是漫威漫畫中有名的格鬥高手，例如美國隊長和夜魔俠等也很難將他打敗。
金霸王的智慧亦十分出眾，能夠統御全美國的黑道，而且為人心狠手辣，反對者都會橫死，必要時犧牲手下也面不改色。

## 經歷
威爾遜·格蘭特·菲斯克（Wilson Grant Fisk）自小便桀驁不遜並充滿自我意識。他的父親本來是一名黑幫小頭目，但因為黑道火拼而橫屍街頭。對當時的威爾遜而言，父親的死並沒有讓他感到太悲傷，但他卻對弱肉強食的社會法則有了更深刻的體會，從那時候起他便蒙生了要建立一個屬於自己的“黑道帝國”的野心。威爾遜在這個目標的驅使下加入了紐約市的黑幫，到處燒殺搶掠且無惡不作，最終登上黑幫首腦的寶座。然而這並不能讓他就此滿足，近乎瘋狂的威爾遜利用他天生的邪惡頭腦對其他幫派進行了屠殺般的洗禮，終於牢牢地把整個美國的黑幫控制在了自己的手中。他的“黑道帝國”也由一個夢想逐漸變成現實。他把自己的本名改為“金霸王”（Kingpin），讓人談虎色變，而在得到一切的同時，金霸王也有了從沒有過的寂寞，當時一位名叫凡妮莎的女子進入到了他的生活，很快金霸王有了自己的孩子理查德·菲斯克。正當金霸王沉浸於正常的生活時，理查德卻遭到了暗殺。
兒子的死讓有退休念頭的金霸王再次變成一頭可怕的野獸，他瘋狂地對自己的所有仇敵進行報復。幾乎引發第三次世界大戰（主要是因為他的仇敵遍布世界各地）。在冷靜下來後他終於明白到作為一個“王者”，尤其是黑道的“王”，永遠不可能得到正常的生活，而家庭和妻子都是在自己的霸業上的絆腳石，了解到這一點後，金霸王親手掐斷了自己的妻子的脖子。
經過多年的訓練與打拼，金霸王幾乎已經達到了純粹人類的巔峰。如今，他與擁有多種超能力和人格的伤寒玛丽結為夫妻，更打算奪取紫人的能力並以此來打通成為美國總統的道路。

## 其他媒體

### 電影
- 《夜魔俠》（2003年）：由麥可·克拉克·鄧肯飾演[1]。
- 蜘蛛宇宙系列：由李佛·薛伯聲演
  - 《蜘蛛人：新宇宙》（2018年）[2]

### 電視劇
- 《無敵浩克的審判（英语：The Trial of the Incredible Hulk）》，由飾演。
- 漫威電影宇宙：由文森·唐諾佛利歐飾演威爾遜·菲斯克。
  - 《夜魔俠》（2015-2018年）[3]
  - 《鷹眼》（2021年）[4]
  - 《迴聲》（2024年）[5]
  - 《夜魔俠：重生》（2025年）

### 電子遊戲
- 《樂高漫威超級英雄》：於死侍bonus關卡登場，為玩家可使用角色之一。
- 《惩罚者》：1993年上市的街机游戏，金并是最终章头目。
- 《漫威：未來之戰》：手機遊戲，金霸王是玩家可使用角色之一。
- 《蜘蛛人》：由特拉維斯·威林厄姆配音[6]。故事序章的頭目，被蜘蛛人擊敗後入獄，但仍在獄中操控著自己的手下從事犯罪行動。
- 《蜘蛛侠：迈尔斯·莫拉雷斯》：完成支線任務後，可在事件末尾的視訊對話中與其對話。
- 《漫威：未來革命》